# Cyriak von Polheim

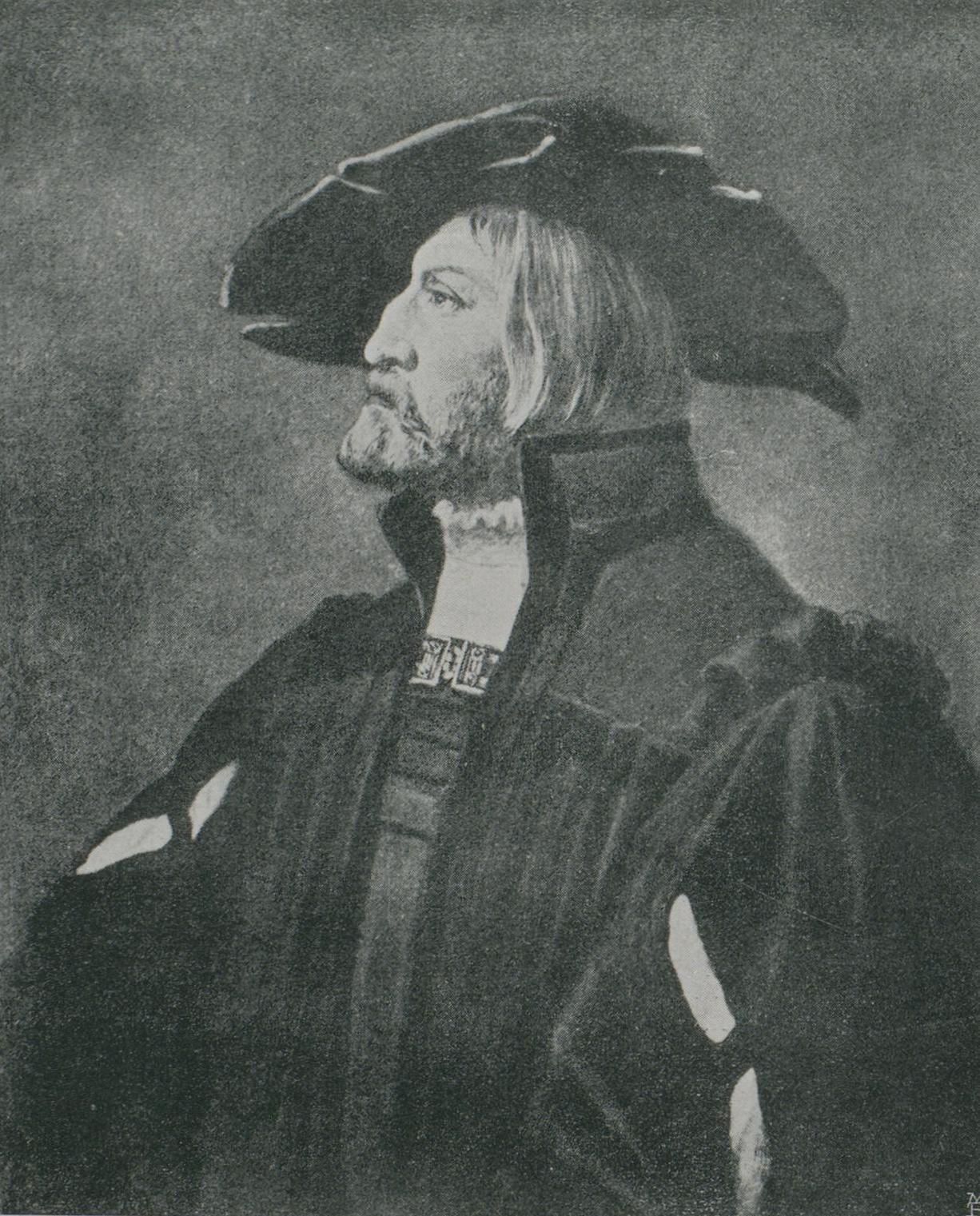
Cyriak von Polheim

Cyriak Freiherr von Polheim (auch Freiherr von Polheim und Wartenburg; * 6. Juni 1495; † 2. Juli 1533 in Linz) war ein österreichischer Staatsmann.

## Leben
Polheim entstammte dem gleichnamigen österreichischen Adelsgeschlecht Polheim. Er war der Sohn des österreichischen Staatsmanns Wolfgang von Polheim und der Johanna von Borsselen (1476–1509), Tochter des Grafen Wolfhart VI. von Borsselen, Marschall von Frankreich. Er wurde am 22. Juli 1515 bei der Wiener Doppelhochzeit als Abgesandter der oberösterreichischen Stände erwähnt. Er soll sich bereits unter der Regentschaft Erzherzog Karls verdient gemacht haben. 1519 wurde er zu einem der zwölf Landräte Oberösterreichs ernannt.
Polheim wurde in der Zeit des Erzherzog Ferdinands 1521 Mitglied des Hofrats, später des Geheimen Rats, der Hofkammer und zudem Obersthofmeister. Außerdem hatte er in den Jahren 1524 und 1525 das Amt des Landeshauptmanns von Oberösterreich inne, sowie 1526 und 1527 das Amt des Statthalters von Niederösterreich.
Polheim soll sich um die Universität Wien verdient gemacht haben und wurde mit der 1526 gedruckten Schrift Ad generosum Virum, atque magnificum D. D. Ciriacum Baronem a Polhaim et Wartenburg … Authore Vlricho Fabro Rheto, Physico et Poeta geehrt.
Polheim wurde im ehemaligen Minoritenkloster in Wels beigesetzt.
Cyriak von Polheim ehelichte 1517 Elisabeth von Öttingen, Gräfin von Öttingen, und hatte folgende Kinder:
- Weickhard XIX. von Polheim (* 20. Januar 1519; † 5. November 1551); Freiherr von Polheim zu Wartenburg und Lützelberg (⚭ 30. November 1540) Rosina von Polheim (* 7. Januar 1524; † 11. August 1577)
- Wolfgang von Polheim und Wartenburg (* 2. Juni 1520; † 17. März 1559)
- Barbara von Polheim (* 4. Dezember 1521 Graz; † 18. März 1560) (⚭ 1547) Andreas Pögl; Freiherr
- Friedrich von Polheim (* 1524; † 1543 Wittenberg); Universität zu Wittenberg
- Emerentia von Polheim (* 14. Januar 1524 Puchham; † 23. Juli 1551) (⚭ 1550) Wolff von Peckheim
- Maximilian von Polheim (* 5. Oktober 1525 Wels; † 20. April 1570); Freiherr zu Polheim und Wartenburg; Kämmerer und Hauptmann unter Kaiser Ferdinand I. und Maximilian II. (⚭) Judith von Weißenbach (Familie Weißpriach) (*; † 5. November 1578)
- Casimir von Polheim (* 13. November 1526; † 29. September 1565); Freiherr zu Polheim, Wartenburg und Puchheim (I. ⚭ 7. September 1550 Wels) Euphemia von Stubenberg (*; † 1563)